# Albert Löhner

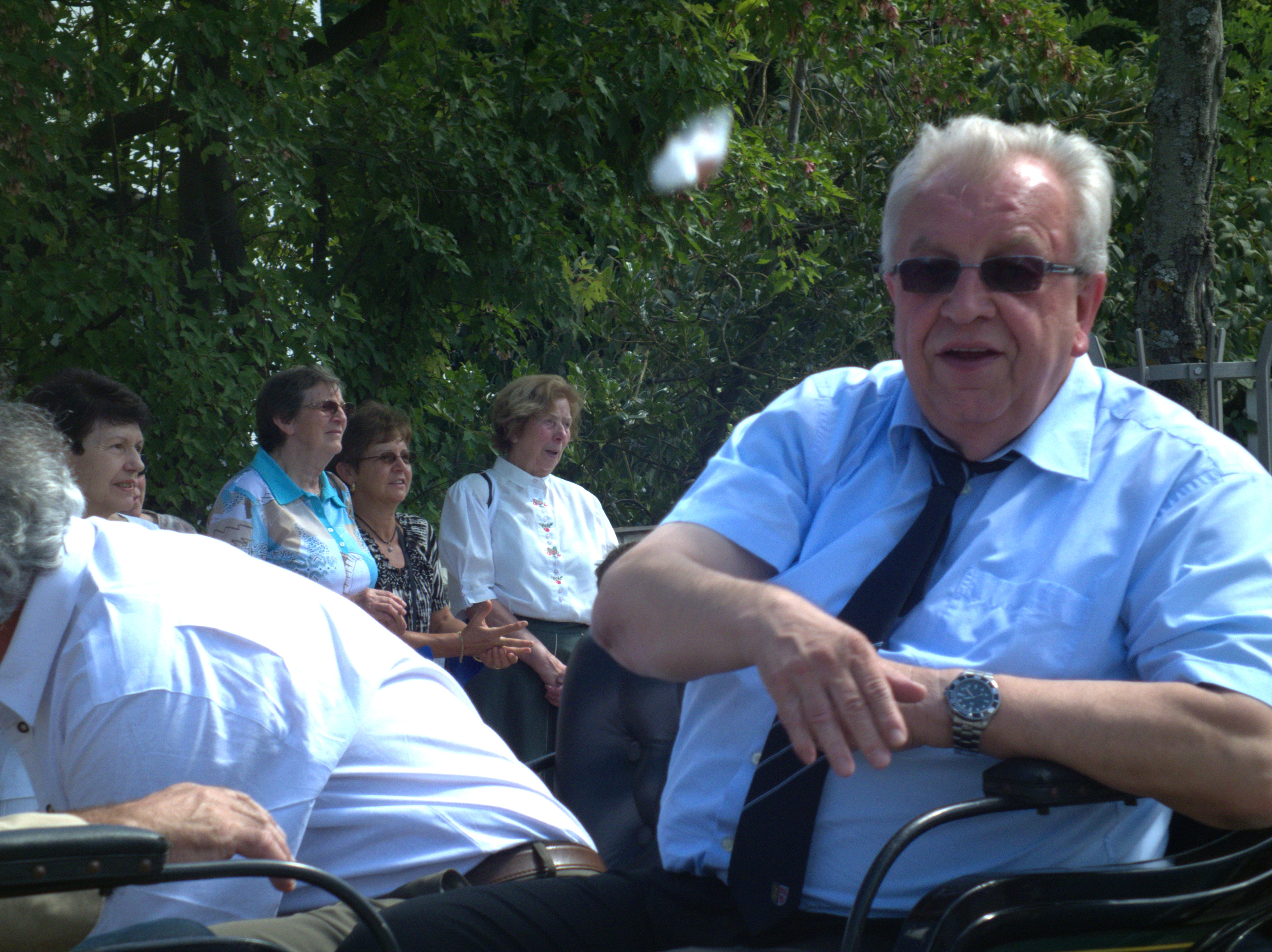
Albert Löhner

Albert Löhner (* 2. Oktober 1948 in Stöckelsberg, Gemeinde Berg bei Neumarkt in der Oberpfalz; † 26. Juli 2021 in Neumarkt in der Oberpfalz) war ein Oberpfälzer Kommunalpolitiker und Jurist. Von 1. Mai 1996 bis 30. April 2014 war er Landrat des Landkreises Neumarkt in der Oberpfalz. Von 2014 bis 2020 war er Bürgermeister und Mitglied des Stadtrats in Neumarkt in der Oberpfalz. Er war Mitglied der CSU.

## Leben
Albert Löhner besuchte von 1954 bis 1959 die Volksschule in Stöckelsberg. Daran schloss sich von 1959 bis 1968 der Besuch des Eichstätter Willibald-Gymnasiums an. Von 1968 bis 1973 studierte er Rechtswissenschaften und Volkswirtschaft an der Regensburger Universität. Dem Studium schloss sich von 1973 bis 1976 eine Referendariatszeit an. Von 1976 bis 1979 arbeitete er in einer Anwaltskanzlei. 1979 wurde er als Regierungsrat bei der Regierung der Oberpfalz angestellt. 1980 wurde er Abteilungsleiter für kommunale Angelegenheiten und Ausbildungsleiter am Landratsamt Neumarkt i.d.OPf. 1981 übernahm er die Abteilung für Planungs- und Bauangelegenheiten, Umweltschutz und Wasserrecht. Von 1988 bis 1996 war als CSU-Mitglied Bürgermeister der Oberpfälzer Stadt Berching. Bei den Kommunalwahlen 1996 eroberte er schließlich mit heimlicher Rückendeckung von Teilen der CSU (wie schon sein Vorgänger Josef Werner Bauer) den vakant gewordenen Stuhl des Landrates des Landkreises Neumarkt i.d.OPf. gegen den von der CSU aufgestellten Kandidaten. Nach seinem Erfolg söhnte sich die CSU-Parteiführung wieder mit ihm aus. Im Jahr 2002 und 2008 wurde er als Kandidat der CSU wiedergewählt. Ab 2008 gehörte Albert Löhner auch dem Bezirkstag der Oberpfalz an.
Da er zu den Kommunalwahlen 2014 die Altersgrenze für Landräte erreicht hatte, trat Löhner nicht mehr zur Wahl an. Sein Nachfolger als Landrat wurde Willibald Gailler (CSU). Stattdessen wurde Albert Löhner Mitglied des Stadtrates von Neumarkt in der Oberpfalz und am 8. Mai 2014 zum Bürgermeister gewählt. Bei den Kommunalwahlen im Jahr 2020 trat er nicht mehr an und beendete seine politische Karriere.
Albert Löhner lebte in Neumarkt, war verheiratet und hatte zwei Kinder. Er starb im Juli 2021 im Alter von 72 Jahren an Krebs.